# Liste der Geotope im Neckar-Odenwald-Kreis
Diese sortierbare Liste der Geotope im Neckar-Odenwald-Kreis enthält die Geotope im baden-württembergischen Neckar-Odenwald-Kreis, die amtlichen Bezeichnungen für Namen und Nummern sowie deren geographische Lage. Die Geotope sind im Geotop-Kataster Baden-Württemberg dokumentiert und umfassen Aufschlüsse von Gesteinen, Böden, Mineralien und Fossilien sowie besondere Landschaftsteile.

## Liste
Im Landkreis sind 58 Geotope (Stand 27. Juli 2021) offiziell vom Landesamt für Geologie, Rohstoffe und Bergbau (LGRB) ausgewiesen:
| Steckbrief Nr. (PDF) | Name                                                                           | Geotoptyp          | Gemeinde/Stadt, Gemarkung              | Koordinaten                     | Bild | Bemerkungen |
| -------------------- | ------------------------------------------------------------------------------ | ------------------ | -------------------------------------- | ------------------------------- | ---- | --- |
| 2517                 | Eberstadter Tropfsteinhöhle und aufg. Steinbruch W von Eberstadt               | Höhle              | Buchen (Odenwald) Gemarkung Eberstadt  | 49° 28′ 51,9″ N, 9° 20′ 55,6″ O |      | Geologische Einheit: Unterer Muschelkalk Status: geschützt (Naturdenkmal Eberstadter Tropfsteinhöhle)                                                       |
| 2518                 | Einsturzdolinen Dolinen vor dem Hemberg S von Buchen-Götzingen                 | Dolinen            | Buchen (Odenwald) Gemarkung Götzingen  | 49° 29′ 21,8″ N, 9° 23′ 41,8″ O |      | Geologische Einheit: Oberer Muschelkalk Status: geschützt (Naturdenkmal Dolinen vor dem Hemberg)                                                            |
| 2519                 | Steilhang der Feste Schweinberg                                                | Felsformation      | Hardheim Gemarkung Schweinberg         | 49° 37′ 14,2″ N, 9° 31′ 14,5″ O |      | Geologische Einheit: Unterer Muschelkalk Status: geschützt (Naturdenkmal Steilhang der Feste Schweinberg)                                                   |
| 2520                 | Neckarhochufer bei Haßmersheim mit Notburgahöhle                               | Aufschluss         | Haßmersheim                            | 49° 19′ 2,8″ N, 9° 7′ 21,9″ O   |      | Geologische Einheit: Unterer Muschelkalk Status: mit geschützt (NSG Neckarhochufer)                                                                         |
| 2521                 | Gickelsfelsen S von Neckargerach                                               | Felsformation      | Neckargerach                           | 49° 23′ 35,8″ N, 9° 4′ 41,9″ O  |      | Geologische Einheit: Mittlerer Buntsandstein Status: mit geschützt (NSG Neckarhochufer)                                                                     |
| 2522                 | Margaretenschlucht S von Neckargerach                                          | Landschaftselement | Neckargerach                           | 49° 23′ 22,9″ N, 9° 5′ 12,1″ O  |      | Geologische Einheit: Mittlerer Buntsandstein und Oberer Buntsandstein Status: mit geschützt (NSG Margaretenschlucht)                                        |
| 2523                 | Egelsee SE von Osterburken                                                     | Doline             | Osterburken                            | 49° 24′ 38,9″ N, 9° 26′ 32,6″ O |      | Geologische Einheit: Unterer Keuper Status: geschützt (Naturdenkmal Egelsee)                                                                                |
| 2524                 | Felsenhaus N von Strümpfelbrunn                                                | Felsformation      | Waldbrunn Gemarkung Strümpfelbrunn     | 49° 29′ 7,6″ N, 9° 5′ 48″ O     |      | Geologische Einheit: Mittlerer Buntsandstein Status: geschützt (Naturdenkmal Zu hausartigem Block aufgestapelte Felsblöcke des Buntsandsteins "Felsenhaus") |
| 2525                 | Dolinen im Seewald                                                             | Dolinen            | Hardheim Gemarkung Erfeld              | 49° 32′ 55,9″ N, 9° 27′ 19,9″ O |      | Geologische Einheit: Oberer Muschelkalk, Meißner Formation Status: geschützt (Naturdenkmal Dolinen im Seewald)                                              |
| 2526                 | Steinbruch Halden                                                              | Aufschluss         | Elztal Gemarkung Auerbach              | 49° 24′ 13,1″ N, 9° 12′ 40,6″ O |      | Geologische Einheit: Oberer Buntsandstein Status: geschützt (Naturdenkmal Steinbruch Halden)                                                                |
| 2527                 | Essigklinge am südl. Ortsende von Adelsheim                                    | Klinge             | Adelsheim                              | 49° 23′ 47,6″ N, 9° 24′ 14,3″ O |      | Geologische Einheit: Mittlerer Muschelkalk |
| 2528                 | Eichklinge ins Fischbachtal NW von Sennfeld                                    | Klinge             | Adelsheim Gemarkung Sennfeld           | 49° 23′ 55″ N, 9° 21′ 28,2″ O   |      | Geologische Einheit: Grenzbereich Mittlerer Muschelkalk Oberer Muschelkalk                                                                                  |
| 2529                 | Klinge ins Fischbachtal W von Sennfeld                                         | Klinge             | Adelsheim Gemarkung Sennfeld           | 49° 22′ 59,7″ N, 9° 21′ 48,9″ O |      | Geologische Einheit: Mittlerer Muschelkalk |
| 2530                 | Tongrube Liebig ca. 400 m SE der Unteren Mühle von Unterschwarzach             | Aufschluss         | Aglasterhausen                         | 49° 21′ 56,2″ N, 8° 59′ 11,6″ O |      | Geologische Einheit: Löss Oberer Buntsandstein |
| 2531                 | Tongrube bei Aglasterhausen                                                    | Aufschluss         | Aglasterhausen                         | 49° 21′ 27,1″ N, 8° 59′ 19,1″ O |      | Geologische Einheit: Löss Ton |
| 2532                 | Aufg. Steinbruch im Binzig ca. 1500 m NE von Reichartshausen                   | Aufschluss         | Aglasterhausen Gemarkung Michelbach    | 49° 22′ 5,9″ N, 8° 57′ 20,1″ O  |      | Geologische Einheit: Oberer Buntsandstein |
| 2533                 | Aufschluss an der Straßenkurve in Billigheim-Bittelbronn                       | Aufschluss         | Billigheim                             | 49° 21′ 0,5″ N, 9° 15′ 34,7″ O  |      | Geologische Einheit: Unterer Muschelkalk |
| 2534                 | Aufg. Steinbruch SSE von Bödigheim                                             | Aufschluss         | Buchen (Odenwald) Gemarkung Bödigheim  | 49° 27′ 42,6″ N, 9° 19′ 13,3″ O |      | Geologische Einheit: Unterer Muschelkalk |
| 2535                 | Böschung im Industriegebiet Buchen (Firma Baumbusch)                           | Aufschluss         | Buchen (Odenwald)                      | 49° 31′ 51,6″ N, 9° 20′ 39,5″ O |      | Geologische Einheit: Unterer Muschelkalk |
| 2536                 | Steinbruch E von Götzingen                                                     | Aufschluss         | Buchen (Odenwald) Gemarkung Götzingen  | 49° 29′ 50,4″ N, 9° 24′ 42,1″ O |      | Geologische Einheit: Oberer Muschelkalk |
| 2537                 | Aufg. Steinbruch W von Elztal/Auerbach                                         | Aufschluss         | Elztal Gemarkung Auerbach              | 49° 24′ 13,1″ N, 9° 12′ 40,1″ O |      | Geologische Einheit: Oberer Buntsandstein |
| 2538                 | Straßenanschnitt an der B 27 NE von Dallau                                     | Aufschluss         | Elztal Gemarkung Dallau                | 49° 23′ 50,5″ N, 9° 12′ 0,3″ O  |      | Geologische Einheit: Oberer Buntsandstein |
| 2539                 | Aufschluss NE von Dallau an der B 27                                           | Aufschluss         | Elztal Gemarkung Dallau                | 49° 23′ 40,2″ N, 9° 11′ 59,3″ O |      | Geologische Einheit: Grenzbereich Oberer Buntsandstein Unterer Muschelkalk                                                                                  |
| 2540                 | Steinbruch und Schotterwerk ESE von Dallau                                     | Aufschluss         | Elztal Gemarkung Dallau                | 49° 22′ 55,5″ N, 9° 12′ 0,1″ O  |      | Geologische Einheit: Unterer Muschelkalk |
| 2541                 | Aufg. Steinbruch beim Bhf. Neckarburken                                        | Aufschluss         | Elztal Gemarkung Neckarburken          | 49° 22′ 45,3″ N, 9° 9′ 49,2″ O  |      | Geologische Einheit: Oberer Buntsandstein |
| 2542                 | Aufg. Steinbruch an der Ölmühle W von Hardheim                                 | Aufschluss         | Hardheim                               | 49° 36′ 44,6″ N, 9° 27′ 57,9″ O |      | Geologische Einheit: Oberer Buntsandstein |
| 2543                 | Aufg. Steinbruch auf dem Wurmberg SE von Hardheim                              | Aufschluss         | Hardheim                               | 49° 36′ 2,2″ N, 9° 29′ 9,2″ O   |      | Geologische Einheit: Unterer Muschelkalk |
| 2544                 | Aufg. Steinbruch SE von Schweinberg                                            | Aufschluss         | Hardheim Gemarkung Schweinberg         | 49° 36′ 30,6″ N, 9° 32′ 3,8″ O  |      | Geologische Einheit: Oberer Muschelkalk |
| 2545                 | Aufg. Steinbruch SW von Hüffenhardt                                            | Aufschluss         | Hüffenhardt                            | 49° 17′ 1,9″ N, 9° 3′ 55,7″ O   |      | Geologische Einheit: Oberer Muschelkalk |
| 2546                 | Kalktuffbildung an B 37 NW von Diedesheim                                      | Landschaftselement | Mosbach Gemarkung Diedesheim           | 49° 21′ 47″ N, 9° 5′ 59,5″ O    |      | Geologische Einheit: Kalktuff |
| 2547                 | Aufg. kleine Steinbrüche an der B 27 ca. 900 m NNW von Diedesheim              | Aufschluss         | Mosbach Gemarkung Diedesheim           | 49° 21′ 40,2″ N, 9° 6′ 11,9″ O  |      | Geologische Einheit: Oberer Buntsandstein |
| 2548                 | Böschung und Steinbruch beim Schreckenhof, Diedesheim                          | Aufschluss         | Mosbach Gemarkung Diedesheim           | 49° 21′ 41,5″ N, 9° 6′ 12,9″ O  |      | Geologische Einheit: Oberer Buntsandstein |
| 2549                 | Aufg. Steinbruch N von Diedesheim (Ortsrand)                                   | Aufschluss         | Mosbach Gemarkung Diedesheim           | 49° 21′ 27,9″ N, 9° 6′ 44,1″ O  |      | Geologische Einheit: Unterer Muschelkalk |
| 2550                 | Henschelberg SE Hang, Mosbach                                                  | Landschaftselement | Mosbach                                | 49° 21′ 14,8″ N, 9° 8′ 20,7″ O  |      | Geologische Einheit: Unterer Muschelkalk |
| 2551                 | Aufg. Steinbruch an der Straße Mosbach-Sulzbach                                | Aufschluss         | Mosbach                                | 49° 21′ 6,9″ N, 9° 9′ 46,9″ O   |      | Geologische Einheit: Oberer Muschelkalk |
| 2552                 | Felswand an Straße Mosbach-Sulzbach                                            | Felsformation      | Mosbach                                | 49° 21′ 28,3″ N, 9° 9′ 28,1″ O  |      | Geologische Einheit: Unterer Muschelkalk |
| 2553                 | Bahnböschung am SE-Fuß des Henschelbergs oberh. von Mosbach                    | Aufschluss         | Mosbach                                | 49° 21′ 25,1″ N, 9° 8′ 41,5″ O  |      | Geologische Einheit: Oberer Buntsandstein |
| 2554                 | Aufg. Steinbruch ca. 250 m S des Bismarckturms oberh. von Mosbach              | Aufschluss         | Mosbach Gemarkung Neckarelz            | 49° 20′ 48″ N, 9° 7′ 13,7″ O    |      | Geologische Einheit: Unterer Muschelkalk |
| 2555                 | Straßenanschnitt an B 37 NW von Diedesheim                                     | Aufschluss         | Neckargerach Gemarkung Guttenbach      | 49° 21′ 49,9″ N, 9° 5′ 58″ O    |      | Geologische Einheit: Oberer Buntsandstein |
| 2556                 | Mittelberg W von Guttenbach                                                    | Landschaftselement | Neckargerach Gemarkung Guttenbach      | 49° 23′ 22″ N, 9° 3′ 14,6″ O    |      | Geologische Einheit: Mittlerer Buntsandstein |
| 2557                 | Aufg. Steinbruch ca. 1300 m S der Ruine Minneburg SW von Guttenbach            | Aufschluss         | Neckargerach Gemarkung Guttenbach      | 49° 23′ 5,4″ N, 9° 3′ 58,7″ O   |      | Geologische Einheit: Oberer Buntsandstein |
| 2558                 | Aufg. Steinbruch in Tiefensteigklinge N von Neckargerach                       | Aufschluss         | Neckargerach                           | 49° 24′ 39,6″ N, 9° 4′ 44″ O    |      | Geologische Einheit: Oberer Buntsandstein |
| 2559                 | Aufg. Steinbruch N Schleuse Guttenbach                                         | Aufschluss         | Neckargerach                           | 49° 23′ 9″ N, 9° 4′ 41,8″ O     |      | Geologische Einheit: Mittlerer Buntsandstein |
| 2560                 | Aufg. Steinbruch N der Ruine Hornberg                                          | Aufschluss         | Neckarzimmern                          | 49° 18′ 57,9″ N, 9° 8′ 45″ O    |      | Geologische Einheit: Grenzbereich Oberer Muschelkalk Unterkeuper                                                                                            |
| 2561                 | Bahneinschnitte in Neckarzimmern                                               | Aufschluss         | Neckarzimmern                          | 49° 19′ 7,6″ N, 9° 8′ 3,5″ O    |      | Geologische Einheit: Unterer Muschelkalk |
| 2562                 | Aufg. Steinbruch SE der Ruine Minneburg                                        | Aufschluss         | Neunkirchen Gemarkung Neckarkatzenbach | 49° 23′ 43,6″ N, 9° 4′ 2,2″ O   |      | Geologische Einheit: Mittlerer Buntsandstein |
| 2563                 | Steinbruch im Gewann Neurott S von Asbach                                      | Aufschluss         | Obrigheim Gemarkung Asbach             | 49° 20′ 4,5″ N, 9° 1′ 20,4″ O   |      | Geologische Einheit: Oberer Muschelkalk |
| 2564                 | Aufschluss am Hohberg S vom KKW Obrigheim                                      | Aufschluss         | Obrigheim                              | 49° 21′ 36,1″ N, 9° 4′ 30,8″ O  |      | Geologische Einheit: Unterer Muschelkalk |
| 2565                 | Aufg. Steinbruch N des Kirstetter Hofs am N-Hang des Welschbergs               | Aufschluss         | Obrigheim                              | 49° 20′ 59,8″ N, 9° 4′ 1″ O     |      | Geologische Einheit: Unterer Muschelkalk |
| 2566                 | Tunnelportal des Karlsberg-Tunnels S von Obrigheim                             | Aufschluss         | Obrigheim                              | 49° 20′ 19,9″ N, 9° 5′ 43″ O    |      | Geologische Einheit: Unterer Muschelkalk |
| 2567                 | Aufg. Sandgrube ca. 600 m WSW vom KKW Obrigheim                                | Aufschluss         | Obrigheim                              | 49° 21′ 44,8″ N, 9° 4′ 9″ O     |      | Geologische Einheit: Pleistozäne Neckarsande |
| 2568                 | Portale des ehem. Erlesrain-Tunnels ca. 600 m E von Mörtelstein                | Aufschluss         | Obrigheim Gemarkung Mörtelstein        | 49° 21′ 35,8″ N, 9° 3′ 12″ O    |      | Geologische Einheit: Unterer Muschelkalk |
| 2569                 | Bachriss ca. 80 m S des Friedhofs von Oberschwarzwach                          | Landschaftselement | Schwarzach Gemarkung Oberschwarzach    | 49° 23′ 5,2″ N, 8° 59′ 43,3″ O  |      | Geologische Einheit: Oberer Buntsandstein |
| 2570                 | Böschung der Straße Unterschwarzach-Schwanheim am Friedhof von Unterschwarzach | Aufschluss         | Schwarzach Gemarkung Unterschwarzach   | 49° 22′ 33,4″ N, 8° 58′ 54,3″ O |      | Geologische Einheit: Oberer Buntsandstein |
| 2571                 | Aufg. Steinbruch auf dem Hahnfeld N von Strümpfelbrunn                         | Aufschluss         | Waldbrunn Gemarkung Strümpfelbrunn     | 49° 28′ 17,4″ N, 9° 5′ 2,2″ O   |      | Geologische Einheit: Oberer Buntsandstein |
| 2572                 | Katzenbuckelhöchst, Waldkatzenbach                                             | Landschaftselement | Waldbrunn Gemarkung Waldkatzenbach     | 49° 28′ 14,9″ N, 9° 2′ 30,2″ O  |      | Geologische Einheit: Sanidinnephelinit |
| 2573                 | Aufg. Steinbruch am Michelsberg am SE-Hang des Katzenbuckels                   | Aufschluss         | Waldbrunn Gemarkung Waldkatzenbach     | 49° 28′ 10,1″ N, 9° 2′ 43,1″ O  |      | Geologische Einheit: Sanidinnephelinit |
| 2574                 | Wolfsschlucht NE der Burg Zwingenberg                                          | Landschaftselement | Zwingenberg                            | 49° 25′ 23″ N, 9° 2′ 10,2″ O    |      | Geologische Einheit: Mittlerer Buntsandstein |